# William G. Tomer

Schallplattenlabel von 1908: God Be with You Till We Meet Again

William Gould Tomer (* 5. Oktober 1833 im Warren County, New Jersey; † 26. September 1896 in Phillipsburg, New Jersey) war ein US-amerikanischer Kirchenlieddichter, Musiker und Lehrer. Zu seinen bekannten Kompositionen gehört die Melodie des geistlichen Abschiedsliedes God Be with You Till We Meet Again (deutscher Titel: Gott mit euch, bis wir uns wiedersehn).

## Leben
William Tomer war das vierte von fünf Kindern des Ehepaares Christian Tomer (1803–1859) und Ruth, geborene Daniels (1796–1891). Bereits als Siebzehnjähriger unterrichte Tomer an einer Schule. Er studierte Gesang und war Mitglied eines Chores in Finesville/New Jersey. Von 1861 bis 1865 war er Soldat im amerikanischen Sezessionskrieg auf der Seite der Nordstaaten.
Nach dem Krieg arbeitete er als Angestellter in Washington, D.C. Nebenamtlich wirkte er als Musikdirektor der Grace Methodist Episcopal Church. Später wechselte er wieder in den Schuldienst, zunächst in New Carpentersville und ab 1880 in Greenwich/New Jersey. Sein Grab befindet sich auf dem Phillipsburg Cemetery in Phillipsburg (Warren County/New Jersey).
William G. Tomer heiratete am 15. Juni 1851 die aus New Jersey stammende Elizabeth Steinmetz (~1833–1903). Aus der Ehe gingen zwei Söhne und drei Töchter hervor.

## Werk (Auswahl)
Mindestens zehn Liedtexte und dreißig Melodien Tomers wurden in kirchlichen Gesang- und Liederbüchern veröffentlicht. Im deutschsprachigen Raum findet sich nur die Melodie zum Rankin-Lied Go Be with You in einigen geistlichen Liederbüchern.
Die folgenden Listen orientieren sich, sofern nicht anders vermerkt, an den von Hymnary.org für William G. Toner erstellten Werkverzeichnissen.

### Liedtexte
| Liedtitel                                       | Melodie   | Gesangbücher                                             | Anmerkungen |
| ----------------------------------------------- | --------- | -------------------------------------------------------- | ----------- |
| Tis not for the beauty                          | unbekannt | 2; darunter: Banner of Love (1890), Nr. 73               |             |
| There is no one like Jesus to comfort and cheer | unbekannt | 1: Sacred Echoes and Songs of My Redeemer (1881), Nr. 27 |             |
| Have you heard of that city of wonder           | unbekannt | 1: The Evangelist’s Songs of Praise (1891), Nr. 40       |             |

### Liedtexte und Melodien
| Liedtitel                                            | Gesangbücher                                             | Anmerkungen |
| ---------------------------------------------------- | -------------------------------------------------------- | ----------- |
| Joy! joy! Joy at the beautiful gate                  | 1: The Evangelists’ Songs of Praise No. 2 (1892), Nr. 98 |             |
| Let those who have donned the beautiful Blue         | 1: The Royal Fountain No. 3 (1882), S. 3                 |             |
| O give me a home far away                            |                                                          |             |
| Sleep on, sweet child, o gently sleep                |                                                          |             |
| There's a beautiful land far away, far away          |                                                          |             |
| Walk in the light, in the beautiful, beautiful light |                                                          |             |

### Melodien
Liedtitel, die im Folgenden mit dem Klammerzusatz „Tomer“ versehen sind, tauchen in der Gesangbuchliteratur auch mit anderen Melodien auf.
| Liedtitel                                            | Text                                  | Gesangbücher                                              | Anmerkungen                                 |
| ---------------------------------------------------- | ------------------------------------- | --------------------------------------------------------- | ------------------------------------------- |
| Anywhere we’ll work for Him                          | Tasso Corben                          | 2; darunter Gospel Bells (1880), S. 118                   |                                             |
| Behold a stranger at the door                        | Joseph Grigg (1728–1768)              | 600; darunter The Baptist Hymnal (2012), Nr. 255          | Text entstand 1765.                         |
| Blessed they who serve the Lord                      | Matthias Sheeleigh (1821–1900)        | 1: The Evangelists’ Songs of Praise No. 2 (1892), Nr. 102 |                                             |
| Come children, hail the Prince of peace (Tomer)      | Anonymus                              | 52; darunter The Sabbath-School Hymn-Book (1872), Nr. 27  | Text wurde erstmals 1820/21 veröffentlicht. |
| God be with you till we meet again                   | Jeremiah Eames Rankin (1828–1904)     | 692; darunter First Baptist Favourites (1997), Nr. 21     | Der Text entstand um 1880.                  |
| I am on my pilgrim journey (Tomer)                   | Newton Washington Allphin (1875–1972) | 1: Triumphant Songs (1892), Nr. 108                       |                                             |
| I am waiting, calmly waiting (Tomer)                 | Frank B. Copp (19. Jahrhundert)       | 1: The Evangelists’ Songs of Praise No. 2 (1892), Nr. 56  |                                             |
| I have two homes, two happy homes (Tomer)            | Emily Carroll (?)                     | 1: The Evangelists’ Songs of Praise No. 2 (1892), Nr. 34  | Daten zur Verfasserin sind unbekannt.       |
| In heaven, bright heaven, the home of the blest      | Anonymus                              | 1: The Evangelists’ Songs of Praise No. 2 (1892), Nr. 64  | Text wurde erstmals 1892 veröffentlicht.    |
| In the path I’m walking (Tomer)                      | Jonathan Bush Atchinson (1840–1882)   | 1: The Evangelists’ Songs of Praise No. 2 (1892), Nr. 69  |                                             |
| Linger not, linger not let us seek Him in our prayer | Anonymus (John Hood?)                 | 1: Temple Trio (1886), Nr. 3                              |                                             |
| O Father, hear us                                    | Joseph James Summerbell (1844–1913)   | 2; darunter: Priceless Pearles (1904), Nr. 59             |                                             |